# Je ne suis pas coupable
Pour les articles homonymes, voir Je ne suis pas coupable (homonymie).
Je ne suis pas coupable (titre original : Sad Cypress) est un roman policier d'Agatha Christie publié en mars 1940 au Royaume-Uni, la même année aux États-Unis et quatre ans plus tard, en 1944, en France.
Elinor Carlisle est accusée d'avoir assassiné la jeune Mary Gerrard. Selon l'accusation, elle considérait Mary comme étant une « rivale » et soupçonnait son cousin Roddy, dont elle était amoureuse, d'aimer Mary. Par ailleurs Elinor est aussi suspectée d'avoir tué sa tante Laura, dont elle a hérité. Mais au procès, Elinor affirme qu'elle n’est pas coupable du meurtre. Le détective belge Hercule Poirot, qui n'intervient pas dans le premier tiers du roman, est appelé pour enquêter et démasquer le vrai coupable.

## Personnages
- L'enquêteur
  - Hercule Poirot : célèbre détective privé belge.

- Les victimes
  - Laura Welman : environ 70 ans ; veuve ; tante d'Elinor Carlisle.
  - Mary Gerrard : 21 ans ; « protégée » de Laura Welman ; fille d'Ephraim Gerrard, gardien de la propriété des Welman.

- L'accusée
  - Elinor Carlisle : environ 30 ans ; nièce de Laura Welman ; fiancée à Roddy (son cousin par alliance).

- Les suspects
  - Roderick Welman : neveu du défunt mari de Laura Welman ; fiancé d'Elinor Carlisle.
  - Jessie Hopkins : infirmière de secteur, intervenant chez Laura Welman.
  - Eileen O'Brien : infirmière de Laura Welman.
  - Emma Bishop : gouvernante de Laura Welman.
  - Ted Bigland : environ 25 ans ; garagiste ; amoureux de Mary.
  - Peter Lord : environ 30 ans ; médecin du canton.
  - Ephraim Gerrard : père de Mary Gerrard ; gardien de Hunterbury Hall.

## Résumé
Le récit est composé de trois parties de tailles différentes, précédées d'un court prologue.

### Prologue
C'est le jour du procès criminel d'Elinor Carlisle, accusée d'avoir assassiné la jeune Mary Gerrard. Selon l'accusation, elle considérait Mary comme étant une « rivale ». Elle soupçonnait son cousin Roddy, dont elle était amoureuse, d'aimer Mary. Selon le procureur, le motif est évident, ainsi que l'occasion de tuer la jeune femme. Toutefois, Elinor plaide « non coupable ».
Pendant l'instruction du dossier, elle se souvient des événements passés qui l'ont amenée à comparaître devant la cour.

## Élaboration du roman

### Écriture
Le roman est divisé en trois parties : le récit de l'accusée, les développements relatifs au meurtre et l'enquête d'Hercule Poirot. Après la publication, Agatha Christie trouva que son roman aurait été bien meilleur sans la présence du détective belge.

### Titre
Le titre original anglais du roman, Sad Cypress (« Tristes Cyprès »), est extrait d'une chanson de la comédie La Nuit des rois (Twelfth Night) de William Shakespeare. La chanson figure au début du roman comme épigraphe :
« Come away, come away, death,
And in sad cypress let me be laid;
Fly away, fly away breath;
I am slain by a fair cruel maid.
My shroud of white, stuck all with yew,
O, prepare it!
My part of death, no one so true
Did share it. »
— William Shakespeare, La Nuit des rois (Acte II, scène 4)

« Va, va, ô mort,
Et sous ces tristes cyprès laisse-moi reposer ;
Envole-toi, souffle, envole-toi !
Une beauté cruelle m'assassine.
Mon blanc linceul, tout brodé d'ifs,
Ô tends-le-moi ;
Mort, ô mort, nul jamais avec toi
Plus loyal ne sut se montrer. »
— La Nuit des rois (Acte II, scène 4)

## Éditions
- (en) Sad Cypress, Londres, Collins Crime Club, mars 1940, 256 p.
- (en) Sad Cypress, New York, Dodd, Mead and Company, 1940, 270 p.
- Je ne suis pas coupable (trad. Louis Postif), Paris, Librairie des Champs-Élysées, coll. « Le Masque » (no 328), 1944, 241 p. (BNF 31945501)
- Je ne suis pas coupable (trad. Élise Champon), dans : L'Intégrale : Agatha Christie (préf. Jacques Baudou), t. 6 : Les années 1938-1940, Paris, Librairie des Champs-Élysées, coll. « Les Intégrales du Masque », 1993, 1182 p. (ISBN 2-7024-2239-X, BNF 35585904)

## Adaptations
- 1992 : Sad Cypress, feuilleton radiophonique de BBC Radio 4, avec John Moffatt donnant sa voix à Hercule Poirot ;
- 2003 : Je ne suis pas coupable (Sad Cypress), téléfilm de la série britannique Hercule Poirot d'ITV (épisode 9.02), avec David Suchet dans le rôle du détective. Le personnage du détective, absent dans la première partie du roman, y est présent en tant que spectateur, mais n'avance pas beaucoup dans son enquête ;
- 2010 : Je ne suis pas coupable, téléfilm de la série française Les Petits Meurtres d'Agatha Christie de France 2 (épisode 1.06). Le personnage de Poirot y est absent, remplacé par le duo d'enquêteurs Larosière-Lampion joués par Antoine Duléry et Marius Colucci.